# 가부토촌 (이시카와현)
가부토촌(兜村)은 이시카와현 후게시군에 설치되었던 촌이다. 현재의 아나미즈정에 해당한다.